# Гротебрук
Гротебрук (нід. Grootebroek) — місто в нідерландській провінції Північна Голландія. Входить до муніципалітету Стеде-Брук.
До 1979 року мало статус окремого муніципалітету.

## Визначні мешканці
У місті пройшло дитинство братів Франка і Рональда де Бурів, нідерландських футболістів, відомих зокрема багаторічними виступами за національну збірну Нідерландів.